# Odd Thomas
Odd Thomas är huvudpersonen i en serie rysare/deckare skrivna av den amerikanske författaren Dean Koontz. 
Böckerna handlar om en snäll och generös ung man i 20-årsåldern som är snabbmatskock, och som har förmågan att kunna se de döda. De döda kan dock inte göra några ljud över huvud taget och det är därför svårt för Odd Thomas att veta vad som gäller när en död människa dyker upp. På grund av sina förmågor råkar han ut för farliga situation då de döda vill ha hans hjälp att finna rättvisa. Hans vänskap med den lokale polischefen Wyatt Porter är därför mycket viktig för honom. 
Förutom döda människor kan han också se skuggliknande varelser som han kallar för Bodacher. Dessa skuggliknande varelser tycks vara gjorda av enbart skuggor och har ingen fast form. Därför kan de formas till vad som helst. När dessa varelser inte har formats till någonting speciellt har Odd Thomas beskrivit dem som ”vargliknande figurer”, dock ganska otydligt på grund av att de är helt becksvarta. Bodacherna bringar otur och när de är i närheten är det en förvarning om att någonting farligt kan komma att ske och att människor kommer att skadas och dö. Denna kunskap möjliggör för Odd Thomas att göra sig beredd för att kunna hjälpa till och hantera vissa situationer.
Odd Thomas bor i staden Pico Mundo och är grillkock på snabbmatsrestaurangen Le Grille, också kallad ”The Pico Mundo Grille”.

## Romaner
Serien innehåller flera romaner om Odd:
1. Odd Thomas
2. Alltid Odd (originaltitel: Forever Odd)
3. Broder Odd (Brother Odd)
4. Tid för Odd (Odd Hours)
5. Odd Apocalypse (ej utkommen på svenska)
6. Deeply Odd (ej utkommen på svenska)
7. Saint Odd (planerad, ej utkommen)

I serien finns även två serieböcker som utspelar sig före originalet Odd Thomas: 
1. Odd Is on Our Side
2. In Odd We Trust

Dessutom finns det en fristående bok som utspelar sig mellan Tid för Odd (Odd Hours) och Odd Apocalypse.
1. Odd Interlude (ej utgiven på svenska)